# Латиська мова
Лати́ська мо́ва (латис. latviešu valoda, МФА: [ˈlatviɛʃu ˈvaluɔda]) — східнобалтійська мова індоєвропейської мовної сім'ї, є однією зі балтійських мов, що входять до більшої балто-слов'янської гілки. Є національною мовою латишів та державною мовою Латвійської Республіки та з 1 травня 2004 — одна з офіційних мов Європейського Союзу. 
Як східнобалтійська мова, латиська найтісніше споріднена з сусідньою литовською; проте латиська мова йде за більш швидким розвитком. Крім того, існують певні розбіжності щодо того, чи слід вважати латґальську та курсенієкі, які є взаємно зрозумілими з латиською, різновидами чи окремими мовами.
Латиська мова вперше з’явилася в західній пресі в середині XVI століття з відтворенням «Отче наш» латиською мовою в «Cosmographia universalis» Себастьяна Мюнстера (1544) латинським шрифтом.

## Класифікація
Латиська мова належить до балтійської групи балто-слов'янської гілки індоєвропейської мовної сім'ї. Це одна з двох живих балтійських мов з офіційним статусом (друга — литовська). Латиська та литовська мови зберегли багато рис іменної морфології протоіндоєвропейської мови, хоча у питаннях фонології та словесної морфології вони демонструють багато нововведень (іншими словами, форм, яких не було в праіндоєвропейській), причому латиська мова є значно інноваційнішою, ніж литовська. Проте латиська також зазнала впливу лівської мови. Наприклад, латиська мова запозичила перший склад наголосу з фінно-угорських мов.

## Історія

Мапа розселення балтійських племен в кінці XII — початку XIII століть

Разом з литовською, прусською і ятвязькою латиська походить від прабалтійської мови. Прабалтійські голосні *i, *ī, *u, *ū, *a, *ā збереглися в латиській без зміни. Власне латиською інновацією є фонологізація протиставлення ɛ : æ, що були спочатку алофонами фонеми e, реалізованої більш відкрито перед твердими приголосними і більш закрито перед м'якими. Дифтонг *eɪ̯, як і в литовській, через стадію монофтонгу *ẹ перейшов в ɪ̯e. Таутосиллабічні поєднання in, un, en, an дали в латиській ī, ū, ɪ̯e, u̯o. Великих змін зазнав ауслаут неодносложних слів: зникли короткі a, e, i, довгі ā, ē, ī, ū скоротилися, дифтонги монофтонгізувалися (aɪ̯, eɪ̯ > i, au > u). Як і в литовській, в латиській прабалтійське ō діфтонгізувалося в u̯o, що, однак, не знайшло відображення на письмі: лит. dúoti, латис. dot «дати».

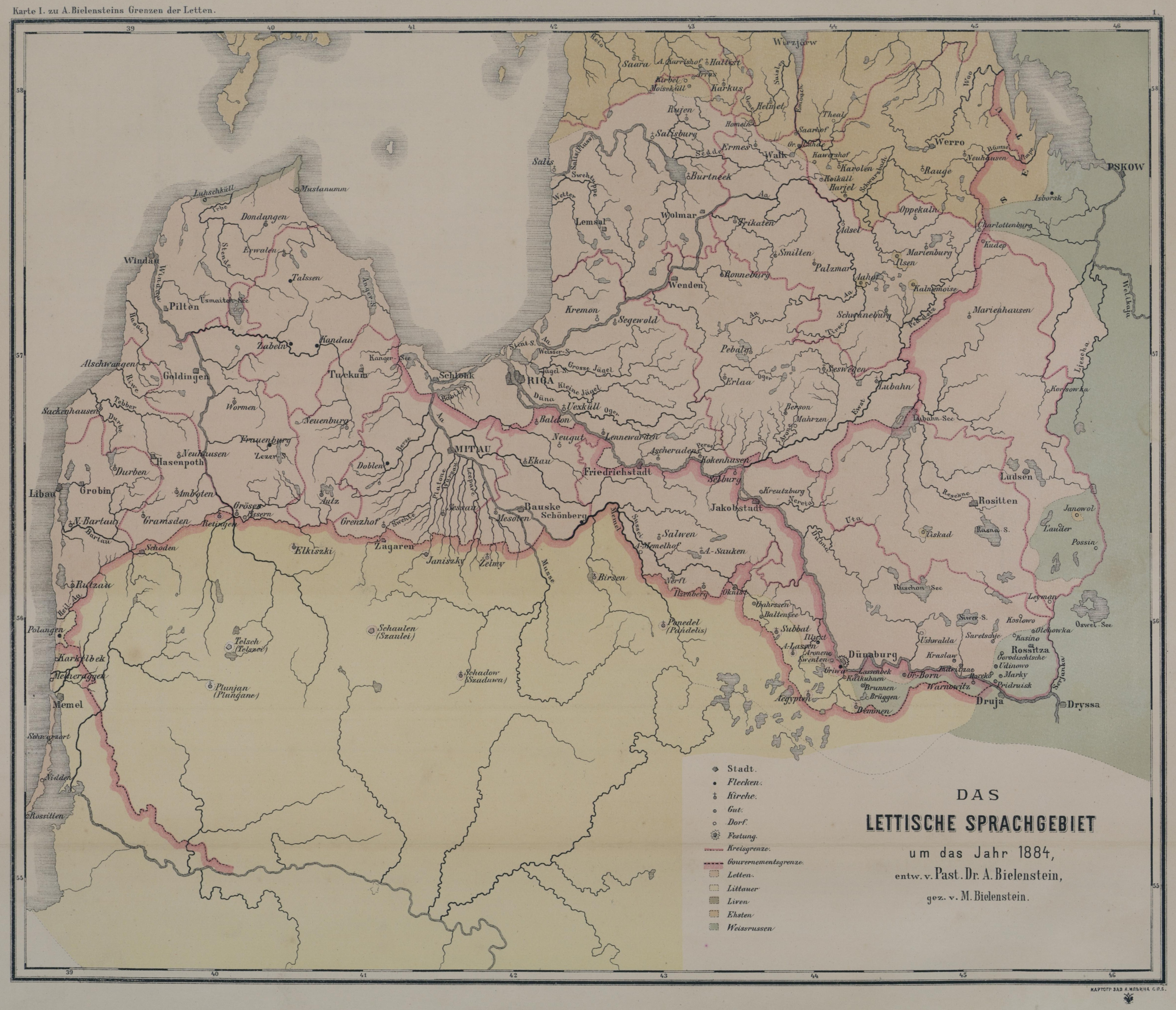
Мапа поширення латиської мови у 1884 році, складена Авґустом Біленштейном, яка пізніше була використана для визначення кордонів Латвійської республіки.

Балтійські мови поділяються на дві гілки: західні та східні балтійські мови. Сьогодні тільки східні балтійські мови (латиська і литовська) існують у розмовній формі, останньою із західних балтійських мов зникла давньопруська, переставши бути розмовною наприкінці 16 століття. Балтійські мови вважаються чи не найархаїчнішими з-поміж індоєвропейських мов. Це твердження стосується більше до литовської мови, аніж до латиської, тому що латиська зазнала більшого впливу з боку інших мов. В обох мовах збереглася інтонаційна система, нехарактерна для більшости індоєвропейських мов. Латиська мова — мова з розвинутою системою флексій, замість численних прийменників у ній застосовується система з 7 відмінків іменників (називний, знахідний, давальний, інструментальний (орудний), місцевий, кличний і родовий). На відміну від англійської мови, у латиській немає артиклів (такі слова як the та a).
Східно-балтійські мови відокремилися від західно-балтійських (або, очевидно, від гіпотетичної прото-балтійської мови) між 400-ми й 600-ми роками. Диференціація між литовською й латиською мовами почалася у 800-х роках, проте вони ще довго залишалися діалектами однієї мови. Проміжні діалекти існували, як мінімум, до XI—XV століть, а як видно, аж до XVII століття. Також на незалежний розвиток мов вплинуло зайняття Лівонським орденом басейну річки Даугави в XI та XIII століттях. (Територія Ливонського ордену майже збігається з територією сучасної Латвії.)

Латиська мова в Російській імперії за переписом 1897 року

До середини XIX ст. латиська мова вважалася лише «ненімецьким» (undeutsch) селянським діалектом. Разом з тим діяла царська політика зросійщення Балтії, зокрема латишів, через школу та адміністрацію. Боротьба за самостійність латиської мови та за її збагачення новими словами особливо успішно пішла із часу національно-визвольного руху (60-80-ті рр. XIX ст.). Визначальна роль у цьому русі належить Отто Кронвальду. Другий період розквіту латиської мови пов'язаний з ім'ям найбільшого латиського поета Райніса, який широким струменем увів у латиську мову манеру вдалого «усікання» довгих латиських слів і тим зробив можливими переклади класиків світової поезії на латиську мову.
У цей час латиська мова є державною мовою всієї Латвійської Республіки.

## Поширеність

Поширеність латиської мови як основної (2011)

Область латиської мови утворилася з територій балтійських племен — латгали, земгали, курші та фінського племені лівів. 

### Діалекти

Діалекти латиської мови

Сучасна латиська діалектологія виділяє три діалекти, а ті у свою чергу поділяються на говірки. 
- Лівонський діалект[lv]:
  - Відземські говірки;
  - Курземські говірки;
- Середній діалект[lv]:
  - Відземські говірки;
  - Курземські говірки;
  - Земгальські говірки;
- Верхній діалект[lv].

Сучасна літературна латиська мова ґрунтується на середньому діалекті. 
На середньому діалекті говорить населення середньої частини Латвії — від Мазсалаца та Ергеме до півдня через Валміера, Цесіс, Добеле, Єлгава до литовського кордону. Тамським діалектом розмовляють латиші між Кулдига, Талсі, Дундага, Вентспілс, Скулте, Лимбажі та Лиелварде.

### Статус
| ЗА 100,0%—90,0% 89,9%—80,0% 79,9%—70,0% 69,9%—60,0% 59,9%—50,0% | ПРОТИ 50,0%—59,9% 60,0%—69,9% 70,0%—79,9% 80,0%—89,9% 90,0%—100,0% |

Результати референдуму по округах.
ЗА
100,0%—90,0%
89,9%—80,0%
79,9%—70,0%
69,9%—60,0%
59,9%—50,0%
ПРОТИ
50,0%—59,9%
60,0%—69,9%
70,0%—79,9%
80,0%—89,9%
90,0%—100,0%

Перший указ про надання офіційного статусу латиській мові був опублікований 4 січня 1918 року на території Латвії, що перебувала під управлінням Ісколата. Указ передбачав, що латиська мова повинна використовуватися в усіх офіційних установах Латвії, але ненаціональним мовам надавалися такі ж права, як латиській, де це необхідно. 8 березня 1919 року було видано декрет про мови, який не надавав особливого статусу латиській мові, вона була однією з офіційний мов. 
Після проголошення Латвійської республіки, у 1918 році, латиська мова була офіційно визнана однією з трьох офіційних мов. Поступово було прийнято низку нормативних актів, які визначали статус латиської мови.
У 1940 році, коли Латвійська Республіка була окупована та включена до складу СРСР, латиська мова втратила статус національної мови, її використання у повсякденному житті також зменшилося. 1988 року під час всенародного голосування 354 000 мешканців Латвії проголосували за поправку до Конституції Латвійської РСР, в якій було визначено, що державною мовою Латвійської Радянської Соціалістичної Республіки є латиська мова. Рішення про надання латиській мові статусу державної було прийнято 6 жовтня 1988 року.
Після відновлення державної незалежності Латвії латиська мова де-факто була визнана як єдина державна мова, яка використовується в державному управлінні, збройних силах, органах внутрішніх справ тощо, але її де-юре статус не був конституційно встановлений. 15 жовтня 1998 року Сейм Латвії ухвалив поправки до розділу 1 статті 4 Конституції Латвії (набула чинності 6 листопада 1998 року), де було зазначено, що державною мовою в Латвійській Республіці є латиська мова.
У 2012 році в Латвії відбувся референдум щодо змін до Конституції, які передбачали надання російській мові статусу другої державної. У референдумі взяли участь 70,5% громадян Латвії які мають право голосу, з них 24,9% виборців проголосували за, а 74,8% проголосували проти. Референдум підтвердив статус латиської мови — єдина державна мова у Латвії.

## Письмо

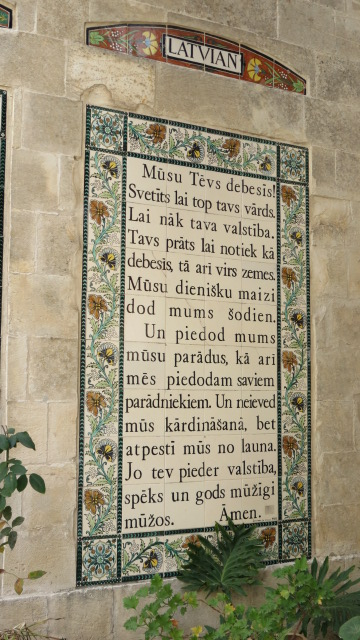
Текст латиською мовою у Церкві Всіх Націй, Східний Єрусалим

Перші письмові документи латиською мовою з'явилися в 16 — 17 ст. У 1585 латиською мовою надруковано католицький катехізис. Це була перша книга латиською мовою. У наступному році латиською мовою надруковано й лютеранський катехізис. Перший латиський словник «Lettus» склав Ґеорґ Манселіус 1638 року. 

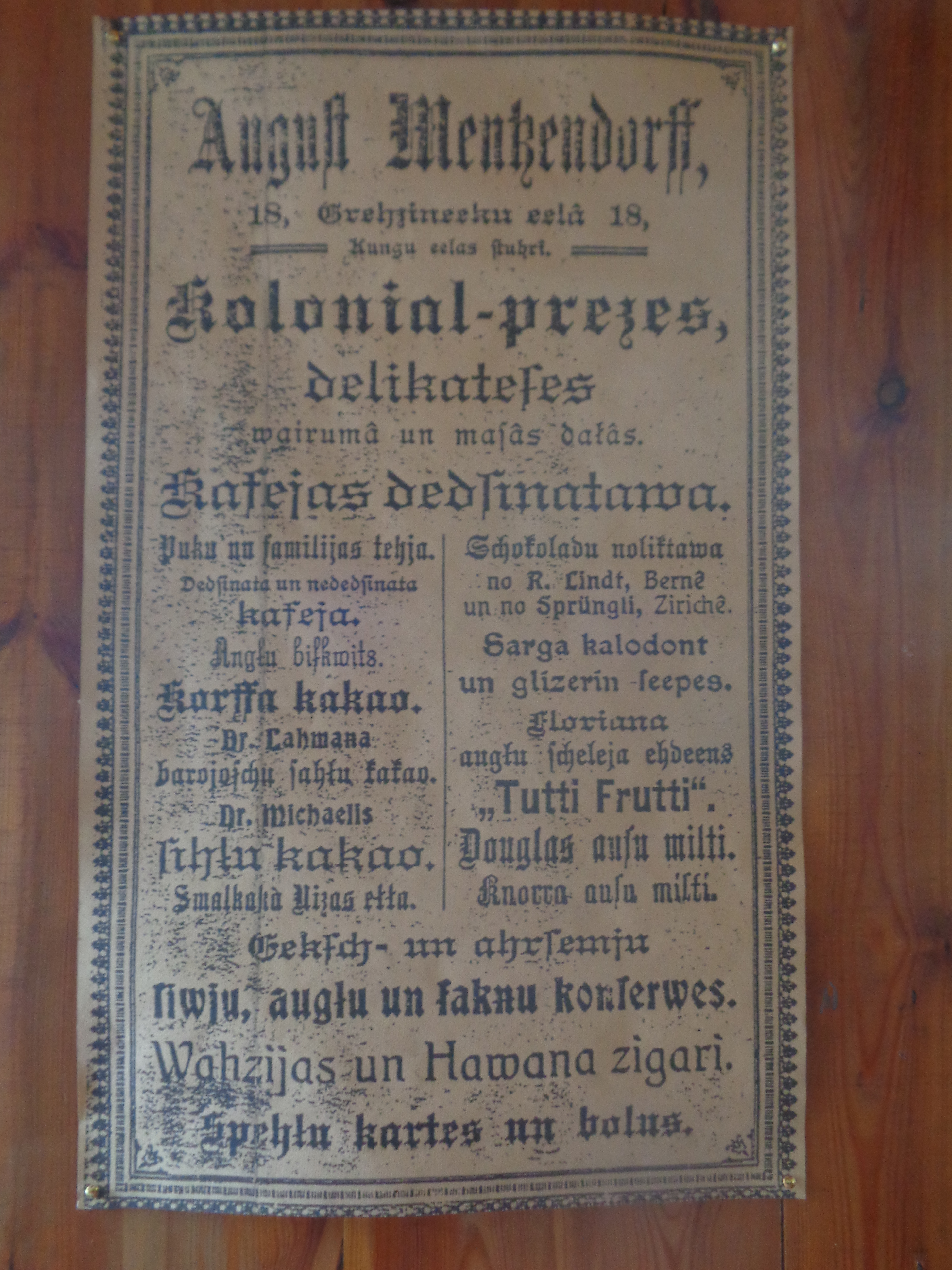
Оголошення в часописі, що воно написане німецькою ортографією

Тогочасну латиську систему написання розробили німецькі ченці, які створили ці релігійні тексти. За основу була взята німецька система, яка не дуже добре відбивала розмовну латиську мову. Ці тексти, як і багато чого іншого, до середини 1930 були написані готичним шрифтом.
Латиська абетка складається з 33 літер:
| A a | Ā ā | B b | C c | Č č | D d | E e | Ē ē |
| F f | G g | Ģ ģ | H h | I i | Ī ī | J j | K k |
| Ķ ķ | L l | Ļ ļ | M m | N n | Ņ ņ | O o | P p |
| R r | S s | Š š | T t | U u | Ū ū | V v | Z z |
| Ž ž |     |     |     |     |     |     |     |

## Лінгвістична характеристика

### Фонетика і фонологія

#### Голосні
Система голосних фонем сучасної латиської мови включає наступні монофтонги (знаком ː позначені довгі голосні):
| Підняття | Ряд      | Ряд      | Ряд      |
| Підняття | Передній | Середній | Задній   |
| -------- | -------- | -------- | -------- |
| Високе   | i iː     |          | u uː     |
| Середнє  | ɛ ɛː     |          | (ɔ) (ɔː) |
| Низьке   | æ æː     | a aː     |          |

Фонеми /ɔ/ і /ɔː/ в сучасній латиській мові зустрічаються тільки в запозиченнях. Різниця між /ɛ/ і /æ/ на письмі ніяк не позначається, для позначення обох фонем служить літера e (аналогічно довгі /ɛː/ і /æː/ позначаються однією літерою ē).
Двома окремими фонемами є дифтонги /ɪ̯ɐ/ (на письмі ie) і /u̯ɐ/ (на письмі o). Решта дифтонгів латиської мови — /au̯/, /aɪ̯/, /eɪ̯/ і /uɪ̯/ — з фонологічної точки зору є біфонемними поєднаннями (перші три зустрічаються тільки в запозиченнях).
Різна довгота голосних змінює значення слова: mele «брехуха» — mēle «язик», pile «крапля» — pīle «качка». Довгі голосні приблизно в два з половиною рази довше коротких.

### Морфологія
У латиській мові виділяють десять частин мови: іменник, прикметник, числівник, займенник, прислівник, дієслово, прийменник, сполучник, частка, вигук.
У відмінювальних частин мови розрізняють шість відмінків (називний, родовий, давальний, знахідний, місцевий і кличний).
Орудний відмінок у латиській зник, у його функції вживається прийменник ar «з» із знахідним відмінком в однині і давальним у множині: griezt maizi ar nazi «різати хліб ножем», griezt maizi ar nažiem «різати хліб ножами». У старолатиських текстах фіксують також форми ілативу: krustan sists «прибитий до хреста».
Родів у латиській мові два — чоловічий та жіночий.
Іменники чоловічого роду мають закінчення -s, -š, -is, -us, а жіночого — -a, -e, -s (рідко). У латиській мові є дві форми звертання: офіційна й неофіційна. Наприклад, ти (tu) при ввічливому зверненні перетворюється на ви (jūs). Наголос найчастіше падає на перший склад, хоча трапляються винятки. Порядок слів у реченнях — вільний, тобто залежить від того, на яке слово падає змістовний наголос. Так, наприклад, речення «У склянці — вода» виглядає так: Glāzē ir ūdens, а «Вода у склянці» — так: Ūdens ir glāzē. У латиській мові немає артиклів. Тобто «будинок» звучить як māja, а «Він вдома» — так: Viņš ir mājā (він є в домі).

## Приклад
«Заповіт» Т. Г. Шевченка латиською мовою (переклав Валтс Давідс)
| Kad es miršu, rociet mani Stepē paugurainā Kur man Ukraina vismīļā Veras plašā ainā. Lai es redzu plašos laukus, Dņepru un tās kraujas, Lai es varu klausīties, kā Bangas krācēs graujas. Kad no Ukrainas tās aizraus Zilā jūras miglā Ienaidnieka asinis… tad, Cēlies gaitā žiglā, Traukšos atstāt kalnus, laukus, Pielūgt dievu īstu. Kamēr noticis tas nava, Dieva nepazīstu. Aprociet un sacelieties, Važas saraut ziniet, Ienaidnieka asins lāsēm Brīvi aprasiniet. Arī manim brāļu saimē, Lielā, brīvā, jaunā, Veltiet kādu klusu vārdu, Nepieminiet ļaunā. | Кад ес міршу, роцієт мані Степé пауґурайнá Кур ман Украйна вісмíля́ Верас плашá айнá. Лай ес редзу плашос лаукус, Днєпру ун тáс крауяс, Лай ес вару клаусíтієс, кá Банґас крáцéс ґрауяс. Кад но Украйнас тáс айзраус Зілá ю́рас міґлá ленайднієка асініс… тад, Цéлієс ґайтá жіґлá, Траукшос атстáт калнус, лаукус, Пієлýґт дієву íсту. Камéр нотіціс тас нава, Дієва непазíсту. Апроцієт ун сацелієтієс, Важас сараут зінієт, ленаіднієка асінс лáсéм Брíві апрасінієт. Арí манін брáлю саімé, Лієлá, брíвá, яунá, Велтієт кáду клусу вáрду, Напіємінієт ляунá. |